# فهرست نشریه‌های اراک
تاریخچه تهیه و توزیع نشریه‌ها در اراک به سال ۱۲۸۶ خورشیدی باز می‌گردد. در این سال نخستین روزنامه شهر بنام اتفاق توسط میرزا حبیب الله خان طاهری عکاس باشی  منتشر شد که درست یک سال بعد از صدور فرمان مشروطه بود.
برخی منابع نخستین روزنامه اراک را "رنجبر" دانسته‌اند که در سال ۱۲۹۰ خورشیدی (برخی منابع ۱۲۸۹ خورشیدی) توسط شیخ علی نخستین که یک مشروطه خواه بود منتشر شد. این روزنامه سه سال انتشار یافت تا اینکه در سال ۱۲۹۲ به واسطه آتش سوزی چاپخانه تعطیل شد.
در بیشتر موارد نشریه‌های چاپ شده در شهر در یک محدوده تاریخی به عنوان ارگان یک جریان یا حزب سیاسی منتشر گردید. به عنوان مثال نشریه‌های وابسته به روشنفکران دموکرات مقارن با انقلاب مشروطه و پس از آن نشریه‌های ملی گرا و چپ نما در دوران نهضت ملی شدن صنعت نفت می‌توان اشاره کرد.

## نشریه‌های اراک
در زیر فهرستی از نشریه‌های اراک از اولین نشریه تا کنون آورده شده است:
| نام نشریه       | سال نشر   | نحوه انتشار                  | مدیر مسئول                   | موضوع                    |  |
| --------------- | --------- | ---------------------------- | ---------------------------- | ------------------------ |  |
| اتفاق           | ۱۲۸۶      | روزنامه                      | میرزا حبیب الله خان عکاس‌باشی | سیاسی-خبری               |  |
| رنجبر           | ۱۲۸۹-۱۲۹۲ | روزنامه                      | شیخ علی نخستین               | سیاسی-خبری               |  |
| مفتش ایران      | ۱۳۱۰      | روزنامه                      | آقا نورالدین عراقی           | سیاسی-خبری               |  |
| نامه عراق       | ۱۳۱۲      | روزنامه                      | سید باقر موسوی               | خبری                     |  |
| اراک نو         | ۱۳۳۰      | هفته نامه                    | کوهپایه                      | خبری-اجتماعی             |  |
| افق نو          | ۱۳۳۰      | هفته نامه                    | رضا قلی فولادوند             | خبری-اجتماعی             |  |
| زبان اراک       | ۱۳۳۰-۱۳۳۱ | هفته نامه                    | جعفر شکرایی                  | خبری-اجتماعی             |  |
| سپهر            | ۱۳۳۰-۱۳۳۱ | هفته نامه                    | رضا رئیس زاده                | اجتماعی                  |  |
| طاهر            | ۱۳۳۱      | هفته نامه                    | علیرضا شکرایی                | خبری-اجتماعی             |  |
| قیام اراک       | ۱۳۳۰-۱۳۳۱ | هفته نامه                    | جبهه ملی                     | سیاسی                    |  |
| بیان الحق       | ۱۳۳۰      | هفته نامه                    | بیان الحق                    | اجتماعی                  |  |
| سمنگان          | ۱۳۳۰      | هفته نامه                    | حسین خاکباز                  | سیاسی                    |  |
| ندای اراک       | ۱۳۳۰      | هفته نامه                    | رشیدی                        | سیاسی                    |  |
| مدنی            | ۱۳۳۰      | هفته نامه                    | مدنی                         | سیاسی                    |  |
| سندان           | ۱۳۳۰      | هفته نامه                    | حزب توده                     | سیاسی                    |  |
| آینده اراک      |           |                              | کاظم ضوابط                   |                          |  |
| اراک امروز      |           |                              | غلامعلی سپهدار               |                          |  |
| افکار اراک      |           |                              | مرتضی ذوالفقاری              |                          |  |
| خلق اراک        |           |                              | غلامرضا اقیانوس              |                          |  |
| امیرکبیر زمان   | ۱۳۹۷      | ماهنامه                      | سعید بیک محمدی هزاوه         | سیاسی-اجتماعی            |  |
| خورشید اراک     |           |                              | علی محمد مددی                |                          |  |
| راهنمای اجتماعی |           |                              | احمد محمد عراقی              |                          |  |
| سعادت اراک      |           |                              | سلطنت استادآقا               |                          |  |
| سفرنگ بینش      |           |                              | فرج الله بینش                |                          |  |
| صدای اراک       |           |                              | حسن نجم زاده                 |                          |  |
| ندای اراک       |           |                              | محمود گودرزی                 |                          |  |
| نیروی مردم      |           |                              | علاالدین فریدنی عراقی        |                          |  |
| سروش            | ۱۳۵۸      | هفته نامه                    | علی معطری                    | اقتصادی-اجتماعی          |  |
| لاله سرخ        | ۱۳۶۴      | هفته نامه                    | محمد حسن فخرزاده             | سیاسی - اجتماعی - ادبی   |  |
| نوید            | ۱۳۶۹      | هفته نامه (تبدیل به روزنامه) | سید حسن الحسینی              | سیاسی - اجتماعی          |  |
| شهاب            | ۱۳۷۰      | هفته نامه                    | غلامحسین فرحی                | سیاسی - اجتماعی          |  |
| راه دانش        | ۱۳۷۴      | فصلنامه                      | محمد مهدی احمدی              | اجتماعی - فرهنگی         |  |
| نامه امیر       |           | هفته نامه                    |                              | خبری                     |  |
| مجنون           | 1382      | هفته نامه                    | علی آقا ایرجی                | خبری - تحلیلی            |  |
| عطریاس          |           | هفته نامه                    |                              | خبری                     |  |
| شمس             | ۱۳۸۲      | هفته نامه                    | ابوالفضل فخرالاسلام          | اجتماعی - سیاسی - فرهنگی |  |
| وقایع استان     | 1387      | روزنامه                      | نیره یوسفی راد               | خبری                     |  |
| سرچشمه          |           | روزنامه                      |                              | خبری                     |  |
| ماهک            | 1388      | هفته نامه                    | عسگر اکبری                   | خبری                     |  |
| برج شیشه        | 1395      | هفته نامه                    | آرش عبدی                     | اجتماعی - سیاسی - فرهنگی |  |

|آزادیخواه ||۱۳۹۹ || هفته نامه || سجاد عباسی ||خبری
|-

## برای مطاله بیشتر
- پرتال نشریات و مطبوعات استان مرکزی